# Babet Cardel
Babet Cardel, właściwie Elisabeth Cardel – Francuzka, córka hugenota zbiegłego do Niemiec po odwołaniu edyktu nantejskiego. Była guwernantką i pierwszą nauczycielką późniejszej cesarzowej Katarzyny II.